# Silver City Casino

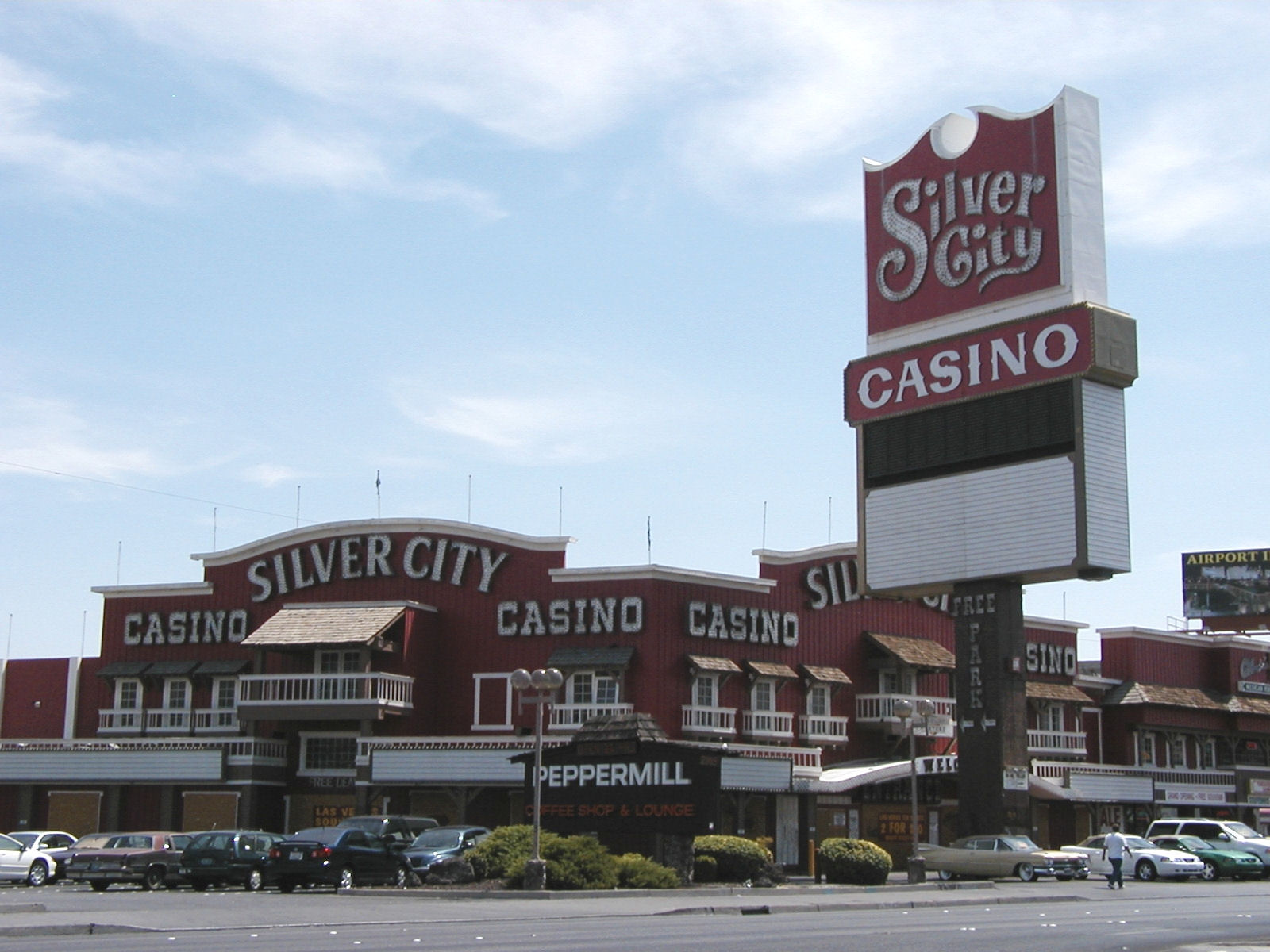
Silver City Casino w 1999 roku

Silver City Casino – kasyno, które w przeszłości funkcjonowało przy bulwarze Las Vegas Strip w Winchester, w stanie Nevada.
Kasyno zostało otwarte w 1974 roku, a jego pierwszym właścicielem był Major Riddle. W 1980 roku obiekt został wykupiony przez korporację Circus Circus Enterprises, która w 1999 roku podjęła decyzję o jego zamknięciu. Silver City oficjalnie zakończył działalność 31 października 1999 roku. Krótko po tym budynek nabył inwestor Luke Brugnara. W 2004 roku utworzył on w miejscu dawnego Silver City centrum handlowe. Znak kasyna znajduje się tam jednak do dziś.